# Fugger (família)

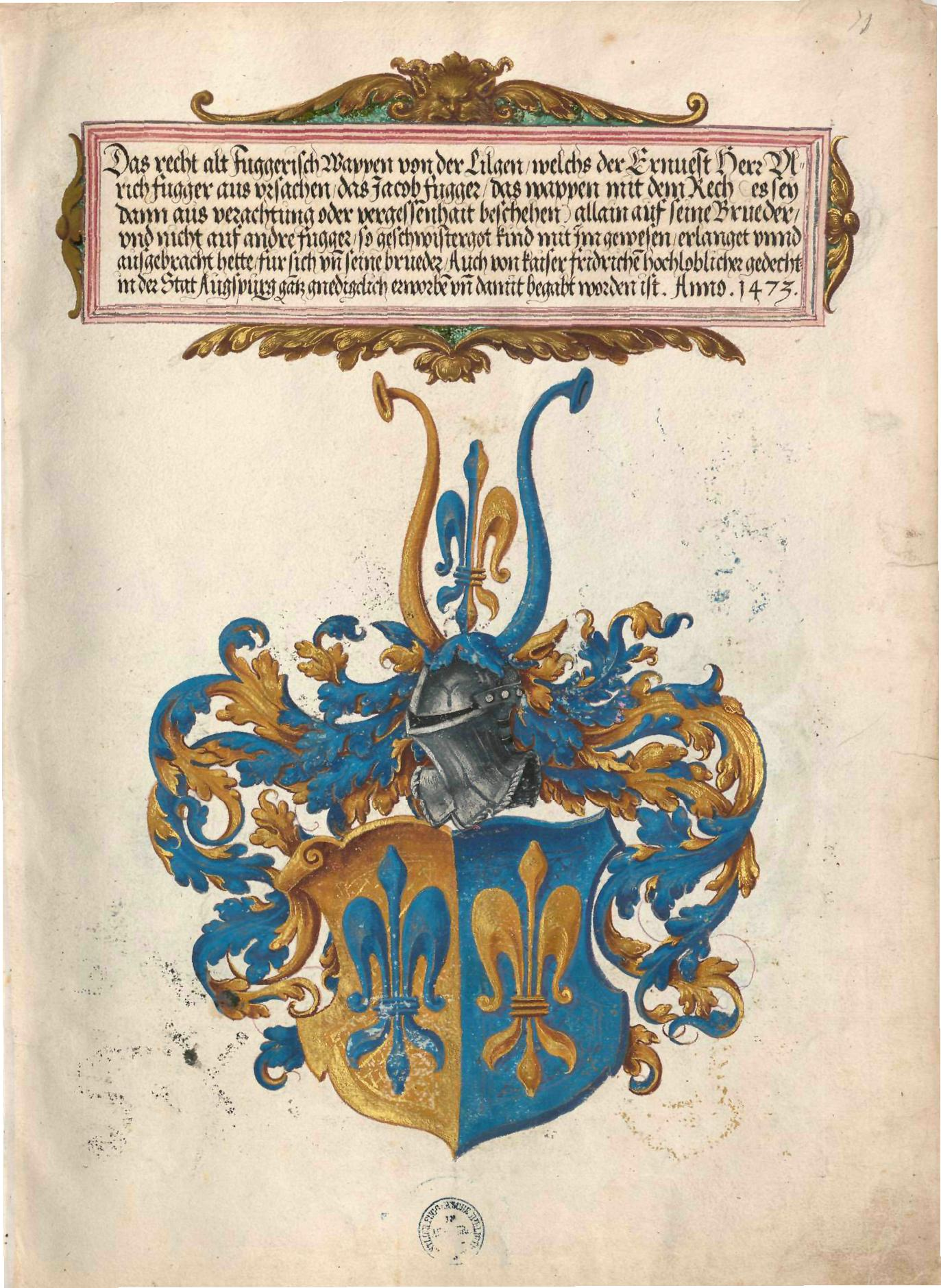
Brasão de armas da família Fugger

Os Fugger foram uma importante família germânica de banqueiros e mercadores, durante o período do Sacro Império Romano-Germânico, entre o final da Idade Média e o início da Idade Moderna, incluindo o Renascimento. Foram financiadores de importantes empreitadas, como as grandes navegações e campanhas militares, que se distinguiu pelo seu poder financeiro e pelo papel desempenhado na economia europeia do século XV e século XVI. O seu poder resultou também da ingerência em questões políticas. A dinastia Fugger ainda existe hoje como uma família nobre na Alemanha. 

## Historia
A história da família Fugger pode ser vista como uma história de sucesso sem precedentes na Renascença alemã. Começando como tecelões na segunda metade do século XIV, a família evoluiu rapidamente para comerciantes, bancários e nobres de sucesso, culminando em Jakob Fugger, "o Rico", (1459–1525) e Anton Fugger (1493–1560). Considera-se que tenham sido as pessoas mais ricas de seu tempo, ainda que os negócios da família estivessem quase falidos devido a empréstimos aos Habsburgos na década de 1560. A dinastia Fugger ainda existe hoje como uma família nobre na Alemanha.
A fortuna da família teve origem na indústria têxtil quando Hans Fugger se instalou com uma manufactura em Augsburgo em 1367. Teve dois filhos: Andreas Fugger (1394–1457) e Jakob Fugger, o Velho (1398–1469). O membro mais importante da família foi Jakob Fugger, o mais novo de sete filhos de Jakob Fugger, o Velho. Seus negócios impulsionaram o desenvolvimento do comércio internacional e o surgimento da imprensa. Jakob Fugger ("o Rico") também teve um papel destacado político: emprestou dinheiro a Maximiliano I para financiar a eleição de seu neto Carlos V como imperador do Sacro Império. Os filhos encarregaram-se da gerência dos negócios após a morte do patriarca, em 1408. Se Andreas conheceu a ruína pela má direcção dos negócios, já Jakob Fugger, soube fazer crescer a herança que lhe coube. Dirigiu a corporação de tecelões e fez parte do governo da cidade de Augsburgo. Os seus interesses voltavam-se agora para a exploração mineira no Tirol. 
A riqueza foi multiplicada pelos seus filhos Ulrich e Georg. Jakob Fugger, "o Rico" (1459-1525), o filho mais novo de Jakob Fugger ("o Velho"), fez a sua aprendizagem em Veneza na Fondaco dei Tedeschi (espécie de feitoria alemã). Desinteressou-se pelo comércio de tecidos e especiarias e procurou ligações com a indústria mineira do Tirol através da concessão de empréstimos ao Arquiduque Segismundo, com a contrapartida de este lhe fornecer prata e cobre. Passaria a explorar também as minas da Silésia. Comercializavam o minério no Mediterrâneo e no eixo Mar Báltico-Mar do Norte, chegando mesmo a fundar, em 1498, um consórcio em Veneza. A sua ligação ao Casa de Habsburgo traduziu-se na ajuda financeira à candidatura de Carlos V ao trono imperial e foi à custa desta acção que pôde explorar as minas de mercúrio de Almadén e as de prata de Guadalcanal.
A família acabaria por ter ligações com a Coroa portuguesa, decorrentes da política comercial de abertura do comércio da Índia a companhias estrangeiras. Por meio de seu representante Fernão de Noronha, ele foi o primeiro estrangeiro a investir no Brasil, ainda em 1503. Foi assim que entre 1581 e 1586 o tráfego da pimenta foi arrendado em regime de exclusividade aos Fugger e aos Welser. A partir de 1586 foi criada uma sociedade, onde predominavam os alemães, que era possuidora do contrato de monopólio do comércio da Índia em vigor até 1592. 
Jakob Fugger morreu em 1525 sendo considerado na altura um humanista e benfeitor. O herdeiro da sua fortuna foi o seu sobrinho Anton Fugger, em 1526, que manteve negócios com a Casa de Habsburgo e interferiu na eleição de Fernando I. Foi durante a gestão de Anton que a fortuna dos Fugger atingiu um nível mais elevado. 
No entanto, as sucessivas bancarrotas da monarquia espanhola a partir de 1557 vão desferir um rude golpe nos negócios da família. Markus II não pôde evitar a falência em 1607. A companhia acabaria por ser dissolvida após a Guerra dos trinta anos.